# Magnolia fraseri
Magnolia fraseri là một loài thực vật có hoa trong họ Magnoliaceae. Loài này được Walter mô tả khoa học đầu tiên năm 1788.